# Mesopteryx platycephala
Mesopteryx platycephala es una especie de mantis de la familia Mantidae.

## Distribución geográfica
Se encuentra en Kambodscha y Birmania.